# Lucij Tarucij Firman
Lucij Tarucij Firman (latinsko Lucius Tarutius Firmanus) ali Lucij Tarucij Fermski je bil rimski filozof, matematik in astrolog, * ni znano, † okoli 86 pr. n. št.
Uporablja se tudi ime Taruncij, ki je napačno.
Tarucij je bil prijatelj Marka Terencija Vara in Marka Tulija Cicera. Na Varovo zahtevo je sestavil Romulov horoskop. Po preučitvi življenja in smrti ustanovitelja Rima, je izračunal, da je bil Romul rojen 24. marca (datum je napačno izračunan iz egipčanskega koledarja) v drugem letu druge olimpiade, se pravi leta 771 pr. n. št. Izračunal je tudi, da je bil Rim ustanovljen 4. oktobra 754 pr. n. št. med drugo in tretjo uro dneva. 
Po Tarunciju se imenuje krater Taruncij na Luni.